# Björkholmen, Sibbo
Björkholmen är en ö i Finland. Den ligger i Finska viken och i kommunen Sibbo i landskapet Nyland, i den södra delen av landet. Ön ligger omkring 21 kilometer öster om Helsingfors.
Öns area är 14,1 hektar och dess största längd är 0,6 kilometer i öst-västlig riktning. Ön höjer sig omkring 30 meter över havsytan.